# Сен-Вандрий-Рансон
Сен-Вандрий-Рансон (фр. Saint-Wandrille-Rançon) — коммуна на севере Франции в департаменте Приморская Сена (регион Верхняя Нормандия). Деревня известна, главным образом, из-за находящегося здесь Фонтенельского аббатства.
Поселение расположено на правом берегу реки Сены, между городами Гавром и Руаном. По территории коммуны протекают речки Фонтенель и Рансон, которые затем впадают в Сену.
В IX столетии эти земли опустошили норманны своими набегами.
Современное название Сен-Вандрий-Рансон появилось после объединения в 1825 году двух соседних коммун Сен-Вандрий и Рансон. Коммуна Сен-Вандрий была названа в честь святого Вандриля, первого аббата монастыря, умершего тут в 668 году. А коммуна Рансон получила своё название от ручья, протекавшего по её территории.
На территории коммуны находятся следующие достопримечательности:
- Фонтенельское аббатство
- Церковь Сен-Мишель в прежней коммуне Сен-Вандрий
- Церковь Нотр-Дам в прежней коммуне Рансон[1]
- Часовня Сен-Сатюрнен
- Мельница в Рансоне